# Президент Франции
Президент Франции, официально президент Французской Республики (фр. Président de la République Française; часто сокращается как президент республики, чтобы не путать с председателями (présidents) палат, совета министров и других органов власти) — избираемый гражданами Франции глава государства. Срок полномочий составляет пять лет.

## Общие сведения
Четыре французские республики из пяти имели президентов в качестве глав государства. В каждой редакции французской конституции полномочия президентов, их функции и обязанности, а также их взаимоотношения с французским правительством различались.
С 1965 года выборы президента республики являются прямыми и всенародными (конституция была изменена в 1962 году, соответствующие поправки были приняты на референдуме 28 октября 1962 года).
До 2002 года (закон изменён в 2000 г.) срок президентских полномочий составлял 7 лет (фр. septennat), затем — 5 лет (фр. quinquennat).
В мае 2008 года по предложению главы государства комиссия по реформированию институтов власти включила запись об ограничении продолжительности президентских полномочий в число конституционных поправок. В новой редакции закона поправка выглядит следующим образом: «Никто не может избираться на пост президента более двух раз подряд».
В настоящее время президентом республики является Эмманюэль Макрон, который вступил в должность на пятилетний срок с 14 мая 2017 года, став 25-м президентом Французской республики и сменив на этом посту 24-го президента Франсуа Олланда. 24 апреля 2022 Макрон был переизбран на второй пятилетний срок. См. также полный список президентов Франции.
Резиденция президента — Елисейский дворец в Париже. Также статус официальных резиденций имеют замок в Рамбуйе, парижский особняк «Отель Мариньи» и форт Брегансон в департаменте Вар.
Президенты Франции де-юре являются со-князьями Андорры и гроссмейстерами ордена Почётного легиона.

## Нынешние конституционные атрибуты
Конституционные атрибуты президента Франции определены в главе II французской конституции.
Статья 5 

Президент республики следит за соблюдением конституции. Своим арбитражем он обеспечивает нормальное функционирование публичных властей, а также преемственности государства. Он является гарантом национальной независимости, территориальной целостности и соблюдения международных договоров.
Статья 8 

Президент республики назначает премьер-министра Франции; принимает решение о назначении нового премьер-министра после принятия отставки предыдущего правительства. По предложению премьер-министра назначает всех членов правительства.
Статья 9 

Президент республики председательствует в Совете министров.
Статья 10

Президент республики промульгирует законы в течение 15 дней, следующих после передачи Правительству окончательно принятого закона.
Он может до истечения этого срока потребовать от Парламента нового обсуждения закона или некоторых его статей В этом новом обсуждении не может быть отказано.
Статья 11

Президент республики по предложению Правительства во время сессии Парламента или по совместному предложению обеих палат Парламента, которое публикуется в Официальном вестнике, может передать на референдум любой законопроект об организации государственной власти, о реформах, касающихся экономической или социальной политики и публичных служб, им содействующих, или направленный на одобрение ратификации какого-либо договора, который, не вступая в противоречие с конституцией, отразился бы на функционировании институтов.
Когда референдум организуется по предложению Правительства, последнее выступает перед каждой палатой с заявлением, которое подлежит последующему обсуждению.
Когда законопроект одобрен референдумом, президент республики промульгирует закон в течение 15 дней после объявления результатов голосования.
Статья 12
Президент республики может после консультации с премьер-министром и председателями палат объявить о роспуске Национального собрания.
Всеобщие выборы проводятся не ранее чем через 20 и не позднее чем через 40 дней после роспуска.
Национальное собрание собирается по полному праву во второй четверг после выборов. Если это заседание имеет место вне сроков очередной сессии, то сессия открывается по праву на срок — 15 дней.
Новый роспуск не может быть осуществлен в течение года, следующего за этими выборами.
Статья 13

Президент республики подписывает ордонансы и декреты, принятые Советом министров.
Он назначает на гражданские и военные государственные должности.
Государственные советники, великий канцлер Почетного легиона, послы, чрезвычайные посланники, старшие советники Счетной палаты, префекты, представители Правительства в заморских территориях, генералы, ректоры академий, директора центральных ведомств назначаются Советом министров.
Органический закон определяет другие должности, назначение на которые проводится Советом министров, а также условия, на основании которых право назначения, принадлежащее президенту Республики, может быть им делегировано для осуществления от его имени.
Статья 14

Президент республики аккредитует послов и чрезвычайных посланников в иностранных государствах; иностранные послы и чрезвычайные посланники аккредитуются при нём
Статья 15

Президент республики является главой вооруженных сил. Он председательствует в высших советах и комитетах национальной обороны.
Статья 16

Когда институты Республики, независимость нации, целостность её территории оказываются под серьёзной и непосредственной угрозой, а нормальное функционирование конституционных публичных органов прекращено, президент республики принимает меры, которые диктуются этими обстоятельствами, после официальной консультации с премьер-министром, председателями палат, а также Конституционным советом.
Он информирует об этом нацию посланием.
Эти меры должны быть продиктованы стремлением предоставить в кратчайшие сроки конституционным публичным органам возможность для выполнения их задач. По этому поводу проводятся консультации с Конституционным советом.
Парламент собирается по полному праву.
Национальное собрание не может быть распущено в период осуществления чрезвычайных полномочий.
Статья 17

Президент республики осуществляет право помилования.
Статья 18

Президент республики сносится с обеими палатами Парламента посредством посланий, которые зачитываются в палатах и не подлежат никакому обсуждению. В период между сессиями Парламент специально собирается по этому поводу.
Статья 19

Акты президента республики, кроме предусмотренных в статьях 8 (абзац первый), 11, 12, 16, 18, 54, 56 и 61, контрассигнуются премьер-министром и в случае необходимости ответственными министрами

## Выборы
С 2002 года президент Франции избирается сроком на 5 лет.

## Церемония инаугурации
Инаугурация проходит по тщательно выверенному ритуалу: покидающий пост президента встречает преемника на ступенях резиденции главы государства. Затем они на полчаса уединяются в кабинете президента, где новому французскому лидеру передаются основные досье, а также коды от ядерного оружия. После этого новый президент провожает ставшего обычным гражданином предшественника, который покинет Елисейский дворец.
После этого в Зале торжеств начинается церемония инаугурации нового президента. Председатель Конституционного совета оглашает результаты выборов и официально объявляет нового президента республики.
Новый президент принимает цепь Великого магистра Ордена Почётного легиона и произносит первую речь в качестве главы государства. Затем он производит смотр республиканской гвардии и слушает «Марсельезу». Пушки, установленные в комплексе Дома Инвалидов, отмечают инаугурацию 21 торжественным залпом.
В открытой автомашине с конным эскортом новоизбранный президент проезжает по Елисейским полям к Триумфальной арке, где зажигает вечный огонь и возлагает венок к могиле Неизвестного солдата. В последнее время также закрепилась традиция возложения венков к памятникам Жоржу Клемансо и генералу Де Голлю.
Иногда наблюдаются незначительные отступления от ритуала. В частности, Н. Саркози после описанной процедуры отправился в Булонский лес, где произнес краткую речь в память о 35 молодых участниках Сопротивления, которые были расстреляны там гитлеровцами в августе 1944 г. в канун парижского восстания.

## Итоги президентских выборов
- Президентские выборы во Франции (2002)
- Президентские выборы во Франции (2007)
- Президентские выборы во Франции (2012)
- Президентские выборы во Франции (2017)
- Президентские выборы во Франции (2022)